# اقتصاد كوريا الشمالية
يعتبر اقتصاد كوريا الشمالية اقتصادًا مخططًا مركزيًا، على الرغم من نموه، إلا أن دور تخصيص السوق فيه محدود. واصلت كوريا الشمالية اعتبارًا من عام 2015، تمسكها الأساسي بالاقتصاد الموجه مركزيًا. وكان هناك بعض التحرر الاقتصادي، خاصةً بعد تولي كيم جونغ أون منصب الرئاسة في عام 2012، لكن التقارير تتعارض فيما إذا كان التشريع خاص أو قانوني. ووفقًا للتصنيف الصادر عن مؤسسة التراث، بلغت درجة الحرية الاقتصادية لكوريا الشمالية 5.9، متذيلة بذلك قائمة الحرية الاقتصادية لمجموعة من اقتصادات 180 دولة أُجري عليها التصنيف في مؤشر عام 2019.
بسبب الاستبداد الوراثي لعائلة كيم الحاكمة، والعقوبات التي فرضتها الدول الغربية بقيادة الولايات المتحدة الأمريكية، وتفكك الاتحاد السوفييتي، وما إلى ذلك، وفي الوقت الذي كان فيه الاقتصاد الكوري الشمالي واقعًا تحت سيطرة المشاريع المملوكة من قِبل الدولة والمزارع الجماعية المشتركة، فُتح المجال إلى حد ضئيل أمام الاستثمار الأجنبي وأمام استقلال الشركات. 
إن الانهيار الذي حصل للكتلة الشرقية في الفترة الواقعة بين عامي 1989 و1991، لاسيما المصدر الرئيسي الداعم لكوريا الشمالية، الاتحاد السوفييتي، أجبر الاقتصاد الكوري الشمالي على إعادة النظر في تنظيم علاقاته الاقتصادية الخارجية، بما في ذلك زيادة حجم التبادلات الاقتصادية مع جارته كوريا الجنوبية. حيث تعتبر الصين أكبر شريك تجاري لكوريا الشمالية. إن الأيدولوجية التي تنتهجها كوريا الشمالية في العقيدة الرسمية للدولة (جوتشي) تسببت في سعي البلاد وراء الاعتماد وطنيًا على الذات إلى حد الاكتفاء الذاتي في بيئة من العقوبات الدولية.
كان نصيب الفرد من الناتج المحلي الإجمالي في كوريا الشمالية مماثلًا لجارتها الجنوبية منذ أعقاب الحرب الكورية وحتى منتصف السبعينيات، إلا أن نصيب الفرد من الناتج المحلي الإجمالي بلغ أقل من 2000 دولار في أواخر التسعينيات وأوائل القرن الحادي والعشرين.

## حجم الاقتصاد الكوري الشمالي
يندرج تقدير الناتج القومي الإجمالي في كوريا الشمالية تحت قائمة المهمات الصعبة وذلك بسبب ندرة البيانات الاقتصادية والمشكلة في اختيار سعر صرف ملائم للوون الكوري الشمالي، العملة الكورية الشمالية غير قابلة للتحويل. لكن الحكومة الكورية الجنوبية قدرت الناتج القومي الإجمالي لكوريا الشمالية في عام 1991، بنحو 22.9 مليار دولار أمريكي، ما يعادل 1038 دولار أمريكي للفرد الواحد. بالمقابل سجلت الجارة كوريا الجنوبية 237.9 مليار دولار أمريكي من الناتج القومي الإجمالي وبلغ دخل الفرد 5569 دولار أمريكي في عام 1991. كما أظهر الناتج القومي الإجمالي لكوريا الشمالية في عام 1991، انخفاضًا بنسبة 5.2% مقارنةً ببيانات من عام 1989، في حين كانت المؤشرات الأولية تدل على استمرارية هذا الانخفاض. على النقيض منها، ارتفع الناتج القومي الإجمالي للجارة الجنوبية بنسبة 9.3% و 8.4% في عامي 1990 و 1991، على التوالي.
بحسب التقديرات فإن الناتج القومي الإجمالي لكوريا الشمالية قد انخفض للنصف تقريبًا في الفترة بين عامي 1990 و 1999. بينما تشير تقارير الميزانية السنوية لكوريا الشمالية إلى أن دخل الدولة قد تضاعف ثلاث مرات تقريبًا بين عامي 2000 و 2014. وبحلول عام 2010، عادت التجارة الخارجية إلى مستويات عام 1990.
قدّر البنك المركزي في كوريا الجنوبية متوسط النمو بقيمة بلغت 1.4% في السنة خلال الفترة من عام 2000 إلى عام 2013. وأن الناتج المحلي الإجمالي الحقيقي لكوريا الشمالية في عام 2015 بلغ 30805 مليار وون كوري جنوبي.
وفقًا للمحلل أندريه لانكوف، وبحسب كتاباته في عام 2017، فإن عدد كبير من المراقبين يعتقد بأن البنك الكوري بنك محافظ للغاية وأن معدل نموه الحقيقي يتراوح بين 3 و 4%. أفادت بدورها كوريا الشمالية بأن الميزانية الحكومية قد ارتفعت بنسبة تتراوح بين 5% و 10% سنويًا في الفترة من عام 2007 إلى عام 2015. وارتفعت المصاريف الرأسمالية المخططة الواردة، لاسيما على الطرق والمنشآت العامة بنسبة 4.3% في عام 2014، وإلى 8.7% في عام 2015 وإلى 13.7% في عام 2016. ووفقًا لخبير اقتصادي في كوريا الشمالية، فإن معدل النمو بلغ القيمة 3.7% في عام 2017، ما أدى بدوره لرفع الناتج المحلي الإجمالي إلى 29.6 مليار دولار أمريكي في عام 2018. أما الحكومة الأسترالية فقدرت نموًا بنسبة 1.3% في عام 2017، بينما حكومة كوريا الجنوبية قدرته بنسبة -3.5%. 
تجاوزت خطة إيرادات الميزانية الحكومية لكوريا الشمالية في عام 2018، 1.4%، بزيادة قدرها 4.6% عن عام 2017.

## التاريخ

### الفترة الاستعمارية وأعقاب الحرب العالمية الثانية
في مطلع أواسط عشرينيات القرن الماضي، كثفت الإدارة الاستعمارية اليابانية في كوريا جهودها في مجالات التنمية الصناعية في الجزء الشمالي من البلاد الغني بالموارد الطبيعية والذي يتمتع بكثافة سكانية قليلة نسبيًا، إذ نشأ جراء ذلك حركة انتقال كبيرة للكوريين من المقاطعات الزراعية الجنوبية في شبه الجزيرة الكورية نحو الشمال.
اتجاه الحركة المذكور لم ينعكس إلا بعد نهاية عام 1945 للحرب العالمية الثانية، عندما انتقل أكثر من مليوني كوري من الشمال إلى الجنوب بعد تقسيم كوريا إلى مناطق إدارة عسكرية سوفييتية وأمريكية. حيث استمرت حركة النزوح نحو الجنوب هذه حتى بعد تأسيس جمهورية كوريا الشعبية الديمقراطية (كوريا الشمالية) في عام 1948 وأيضًا خلال الحرب الكورية بين عامي 1950 و 1953. أما بالنسبة لتعداد السكان في كوريا الشمالية فقد بلغ 24 مليون نسمة وذلك بحسب إحصائيات صدرت في أكتوبر من عام 2008.